# The Jolt (album)
The Jolt è l'omonimo album del gruppo musicale punk rock scozzese The Jolt, primo ed unico album in studio della band, pubblicato nel 1978 e ristampato su CD nel 2002 con 6 tracce aggiuntive.

## Tracce

### Lato A
1. Mr. Radio Man (Robbie Collins,  Jim Doak)
2. Whatcha Gonna Do About It (cover degli Small Faces) (Ian Samwell, Brian Potter)
3. I Can't Wait (Robbie Collins)
4. Chains (Robbie Collins)
5. No Excuses (Robbie Collins)
6. Decoyed (Robbie Collins)

### Lato B
1. I'm Leaving (Robbie Collins,  Iain Shedden)
2. Everybody's the Same
3. In My Time (Robbie Collins)
4. Hard Lines (Robbie Collins)
5. (Can't Tell You) It's Over (Robbie Collins, Jim Doak)
6. All I Can Do (Robbie Collins)

### Bonus track[2]
1. You're Cold (Robbie Collins)
2. Again And Again (Robbie Collins)
3. Route 66 (Robbie Collins)
4. Maybe Tonight (tratta dall'EP Maybe Tonight) (Robbie Collins)
5. I'm In Tears (tratta dall'EP Maybe Tonight) (Robbie Collins)
6. See Saw (tratta dall'EP Maybe Tonight) (Paul Weller[1])
7. Stop Look (tratta dall'EP Maybe Tonight) (Paul Weller[1])

## Formazione
- Robbie Collins - chitarra
- Jim Doak - cantante e basso
- Iain Shedden - batteria